# Lilian Togelius
Lilian Erika Togelius, född 23 juni 1951, är en svensk målare bosatt i Malmö. Hon målar i abstrakt expressionistisk tradition. Togelius arbetar även med installationer och videofilm.